# (37127) 2000 VU17
2000 VU17 (asteroide 37127) é um asteroide da cintura principal. Possui uma excentricidade de 0.20803250 e uma inclinação de 2.97567º.
Este asteroide foi descoberto no dia 1 de novembro de 2000 por LINEAR em Socorro.